# Pretlack’sches Palais
Das Pretlack’sche Palais (vereinzelt auch Hofhaus, als ehemalige Gesamtanlage Rimhorner Hof) ist ein barockes Herrenhaus in Rimhorn, Gemeinde Lützelbach im Odenwaldkreis in Hessen. Es wurde 1733 in markanter Lage über dem Ort vom hessen-darmstädtischen Generallieutenant Johann Rudolf Victor von Pretlack errichtet.

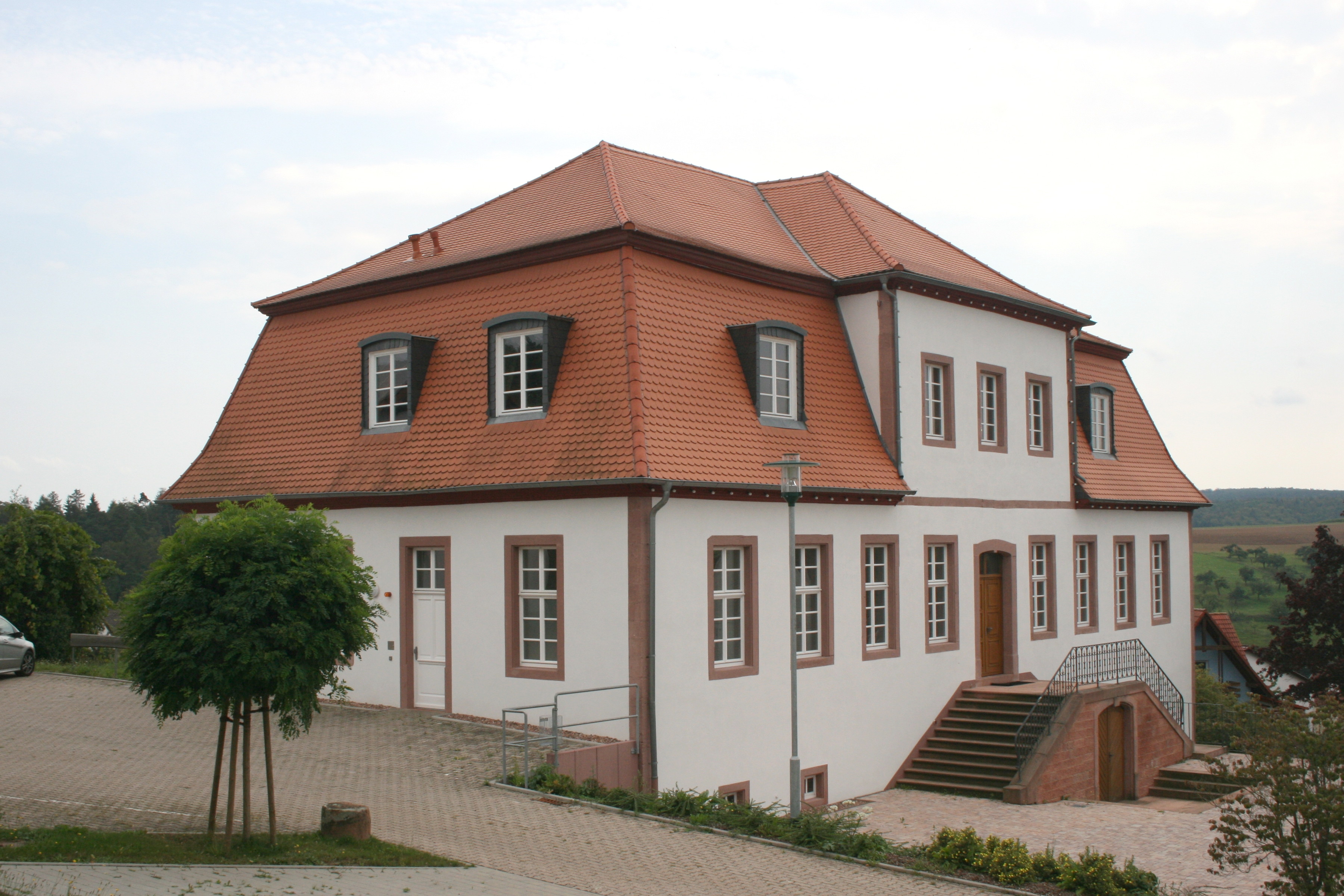
Ansicht von Nordwesten

## Gebäude
Als Gesamtanlage Rimhorner Hof umfasste das Gebäude einst einen größeren Garten und mehrere Nebengebäude, die heute abgerissen oder überformt sind. Erhalten ist lediglich das eineinhalbstöckige Herrenhaus mit Mansarddach. Durch die Größe, massive Bauweise und die erhöhte Lage dominiert das Gebäude den Rimhorner Ortskern. An der Straßenseite befindet sich ein dreiachsiges Zwerchhaus, den davor gelegenen Zugang erreicht man über eine zweiläufige Freitreppe, die mittig einen Kellerzugang mit Sandsteinportal und Wappenkartusche besitzt.
Das Pretlack’sche Palais war zwischenzeitlich in einem stark renovierungsbedürftigen Zustand. Die Sanierung kostete 1,15 Millionen Euro, von denen 825.000 die Gemeinde Lützelbach aufgebracht hat, die es seit Ende 2009 als Dorfgemeinschaftshaus nutzt. Mit 225.000 Euro wurde die Sanierung durch das Landesamt für Denkmalpflege Hessen gefördert.
Bei der Entfernung einer abgehängten Decke kam bei der Renovierung eine Stuckdecke mit Bandelwerk und Medaillons zutage. Der qualitätvollen Arbeit entsprechen ebenfalls gefundene Architekturmalereien auf den Wänden. Das ehemals so gestaltete und nun restaurierte „Historische Zimmer“ soll zukünftig als Trauzimmer genutzt werden. Daneben befindet sich im Wohngeschoss ein Saal mit einer Fläche von 90 m². Der Keller besteht aus größeren Gewölben, die in früheren Zeiten aufgrund der Hanglage über einen ebenerdigen Zugang verfügten. Im Dachgeschoss, das durch die Mansardbauweise ein beträchtliches Volumen erreicht, befanden sich zuletzt Wohnungen.